# Sadowa (przystanek kolejowy w obwodzie żytomierskim)
Sadowa (ukr. Садова) – przystanek kolejowy w miejscowości Biłokaminka, w rejonie korosteńskim, w obwodzie żytomierskim, na Ukrainie. Położony jest na linii Kalinkowicze – Szepetówka.